# Phân tích chương trình tĩnh
Phân tích chương trình tĩnh là quá trình phân tích phần mềm máy tính được thực hiện mà không thực sự chạy chương trình đó (ngược lại, phân tích một chương trình đang chạy gọi là phân tích động). Trong hầu hết các trường hợp, phân tích được thực hiện trên một số phiên bản của mã nguồn, và trong các trường hợp khác, trên vài dạng của mã đối tượng.
Thuật ngữ này thường được áp dụng cho phân tích được thực hiện bởi một công cụ tự động, với sự tham gia của người hiểu về chương trình, program comprehension, hay code review. Software inspection và software walkthrough cũng được sử dụng trong trường hợp sau.

### Trích dẫn
1. ↑  Wichmann, B. A.; Canning, A. A.; Clutterbuck, D. L.; Winsbarrow, L. A.; Ward, N. J.; Marsh, D. W. R. (tháng 3 năm 1995). "Industrial Perspective on Static Analysis" (PDF). Software Engineering Journal. tr. 69–75. Bản gốc (PDF) lưu trữ ngày 27 tháng 9 năm 2011. Truy cập ngày 5 tháng 5 năm 2017. {{Chú thích tạp chí}}: Đã định rõ hơn một tham số trong |archivedate= và |archive-date= (trợ giúp); Đã định rõ hơn một tham số trong |archiveurl= và |archive-url= (trợ giúp)